# Emilia (film)
Emilia – niezależna polska czarna komedia, wyprodukowana w 2005 roku.

## Opis fabuły
Dziewczyna jak inne, ale trochę inna. Chcąc pomagać ludziom wplątuje się w zabawne sytuacje, a jej działania przynoszą więcej złego niż dobrego.
"Emilia" jest parodią filmu Jeana-Pierre'a Jeuneta "Amelia". Tytułowa bohaterka została wychowana w bardzo specyficznych warunkach. Jej rodzice nie potrafili przelać dostatecznie dużo uczucia i wiedzy na dorastające dziecko. Dlatego dziewczynka wykreowała w swoim umyśle własny wewnętrzny świat, żyjąc w całkowitej izolacji od otoczenia. Pewnego dnia 19-letnia Emilia odnajduje życiowy cel – postanawia czynić wokół siebie dobro. Niestety, pech sprawia, że osoby, które spotyka na swojej drodze, nie bardzo potrzebują od niej jakiejkolwiek pomocy.

## Obsada
- Mikołaj Roznerski − lektor
- Aleksandra Ząb − Emilia
- Amelia Matwiejczyk − Emilia w wieku 2 lat
- Arkadiusz Jakubik − pan Idiotko
- Grzegorz Halama − narrator
- Zuzanna Małycha − stewardesa
- Wojciech Łagiewski − menel
- Stanisław Rec − ojciec Emilii
- Dawid Antkowiak − pan ścierwo
- Anna Borusińska − Marlena Wytrych
- Andrzej Grabowski − koroner
- Cezary Pazura − Indiana Dżones
- Justyna Pawlicka − Doris Day
- Bodo Kox − bezdomny
- Tadeusz Grudzień − pan Tofel
- Marek Piestrak − Iwan
- Krzysztof Globisz
- Jan Machulski
- Jerzy Bończak
- Stanisław Szelc
- Piotr Matwiejczyk
- Rafał Kwietniewski
- Dominik Matwiejczyk
- Beata Szymańska